# Héctor Salvá
Héctor Salvá (Montevideo, 27 novembre 1939 – 20 novembre 2015) è stato un allenatore di calcio e calciatore uruguaiano, di ruolo centrocampista.

## Biografia
Soprannominato Chino, Salvá è deceduto all'età di 75 anni.

## Carriera

### Calciatore

#### Nazionale
Nel 1958 partecipò con la Nazionale Under-19 di calcio dell'Uruguay al Campionato sudamericano di calcio Under-19, vincendolo.
Con la nazionale maggiore ha preso parte ai Mondiali 1966.

### Allenatore
Ha allenato il Nacional.

## Palmarès

### Nazionale
- Campionato sudamericano Under-19: 1

Cile 1958